# Katsuyoshi Kuwahara
Katsuyoshi Kuwahara, född 30 maj 1944 i Shizuoka prefektur, Japan, är en japansk tidigare fotbollsspelare.